# Dubislav Gneomar von Natzmer

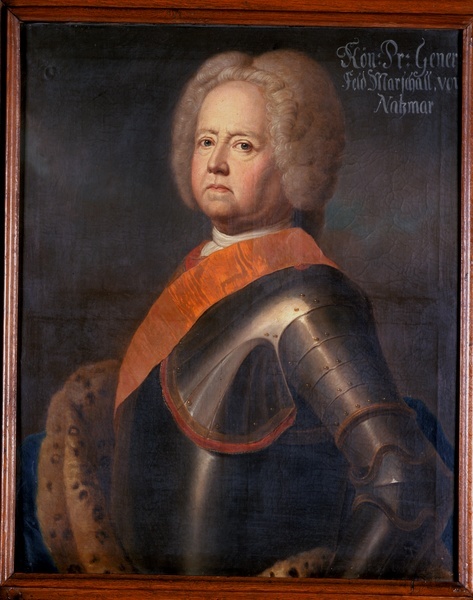
Dubislav Gneomar von Natzmer

Dubislav Gneomar von Natzmer (* 14. September 1654 in Gutzmin, Kreis Schlawe in Pommern; † 13. Mai 1739 in Berlin) war ein preußischer Generalfeldmarschall.

## Leben
Dubislav Gneomar entstammte der alten Adelsfamilie Natzmer, pommerscher Uradel kaschubischer Herkunft, die schon 1202 urkundlich erwähnt wurde, und war Sohn des Schlawer Landrats Joachim Heinrich von Natzmer († 1671) und dessen Gemahlin Barbara geborene von Weyer. Dubislav trat als junger Knabe in holländische und erst 1677 in kurbrandenburgische Dienste als Leutnant bei den „Elite-Eskadron-Dragonern“ des Oberstleutnants Joachim Ernst von Grumbkow. Diese Truppe sollte als späteres 1. Schlesisches Leib-Kürassierregiment „Großer Kurfürst“ (Standort: Breslau) bis 1918 bestehen und neben dem von Natzmer geschaffenen Regiment Gensdarmes und dessen Nachfolgern als das vornehmste Regiment der preußischen Kavallerie gelten. Natzmer nahm an der Belagerung von Stettin und den folgenden Kämpfen gegen die Schweden teil, zeitweise als Adjutant Georg von Derfflingers. 1680 wurde er Stabshauptmann und kämpfte 1686 mit Auszeichnung gegen die Türken. Nach dem Krieg ernannte ihn der Große Kurfürst zum Generaladjutanten.
Natzmer erhielt nun die Aufgabe, ein neues Regiment zu bilden, das er aus deutschen Edelleuten schuf und das den Namen Grands Mousquetaires erhielt (später: Gensdarmes). Er wurde als Oberstleutnant der erste Kommandeur dieser Truppe und kämpfte mit ihr später in Holland für den Prinzen von Oranien, dann gegen die Franzosen am Rhein, in Brabant, Luxemburg und Flandern. 1696 war Natzmer zum Generalmajor befördert worden. In der Ersten Schlacht bei Höchstädt 1703 wurde er gefangen genommen, aber bald darauf wieder freigelassen. Während der Zweiten Schlacht bei Höchstädt 1704 befehligte er die preußische Kavallerie und wurde schwer verwundet. Nunmehr Generalleutnant, focht er mit Auszeichnung in der Schlacht bei Oudenaarde (1708) und in der Schlacht bei Malplaquet (1709). 1714 wurde Natzmer Ritter des Schwarzer Adlerordens, nach der Eroberung von Stralsund wurde er zum General der Kavallerie und schließlich 1728 zum Generalfeldmarschall befördert.
1730 trugen sein unerschrockenes Auftreten und sein mäßigender Einfluss dazu bei, dass Friedrich Wilhelm I. seinen Sohn – den späteren Friedrich II. – für dessen Fluchtversuch nicht so streng bestrafte, wie dieser es ursprünglich beabsichtigt hatte.

## Familie
Natzmer war zweimal verheiratet, in erster Ehe 1687 mit Sophie Tugendreich von Wreech (1650–1688), einer Hofdame von Kurprinzessin Sophie Charlotte von Brandenburg und Schwester des späteren General Joachim Friedrich von Wreech. Sie starb bei der Geburt ihres ersten Kindes, das ebenfalls starb.
In zweiter Ehe heiratete er im November 1704 Charlotte Justine von Gersdorff († 1763), Witwe von Georg Ludwig (Reichs-)Graf von Zinzendorf und Pottendorf (1662–1700). Sie war die Tochter des kursächsischen geheimen Rats Nicolaus von Gersdorf (1629–1702). Das Paar hatte zwei Söhne: Carl Dubislav († 1737) und Heinrich Ernst († 1739). Beide waren unvermählt und starben noch vor dem Vater, so dass die pommersche Linie derer von Natzmer erlosch. Die Familie hatte sich jedoch ausgebreitet und kam in die Mark, nach Kursachsen und Schlesien, wo sie mehrere Güter besaß. 1806 dienten zehn Natzmers in der preußischen Armee und hatten hohe Stellen inne.
Vom jahrhundertelangen Wirken der Familie Natzmer in Hinterpommern zeugen zwei Ortsnamen in der Gegend von Schlawe und Labes: Naćmierz Sławieński (Natzmershagen) 15 km nördlich von Schlawe und Nacmierz (Natzmersdorf) bei Labes.